# サンタ・クリスティーナ・ダスプロモンテ
サンタ・クリスティーナ・ダスプロモンテ（イタリア語: Santa Cristina d'Aspromonte）は、イタリア共和国カラブリア州レッジョ・カラブリア県にある、人口約800人の基礎自治体（コムーネ）。

## 地理

### 位置・広がり

#### 隣接コムーネ
隣接するコムーネは以下の通り。
- カレーリ
- コゾレート
- オッピド・マメルティーナ
- プラティ
- サン・ルーカ
- シード